# Mealy Mountains
Mealy Mountains är en bergskedja i Kanada.   Den ligger i provinsen Newfoundland och Labrador, i den östra delen av landet, 1 500 km nordost om huvudstaden Ottawa.
Omgivningarna runt Mealy Mountains är i huvudsak ett öppet busklandskap. Trakten runt Mealy Mountains är nära nog obefolkad, med mindre än två invånare per kvadratkilometer.